# إلين تيتيمر مارشال
إيلين تيتيمر مارشال (ولدت في 22 يوليو 1942) هي وريثة مليارديرة أمريكية. تمتلك الصناديق التي تعود بالفائدة على مارشال وأبنائها حصة انتفاع تبلغ 16٪ في صناعات كوتش كانت مملوكة سابقًا لزوجها إي.بيرس مارشال ، الذي تزوجت منه منذ عام 1965 حتى وفاته في عام 2006. كانت هذه الأسهم مملوكة سابقًا من قبل والد زوجها ، جيه هوارد مارشال ، الذي تزوج من آنا نيكول سميث في العام الأخير من حياته.
كانت إيلين عضوًا في مجلس إدارة شركة صناعات كوتش منذ وفاة زوجها عام 2006. 